# Marko Simeunovič
Marko Simeunovič (vzdevek Simke), slovenski nogometaš, * 6. december 1967, Maribor.
Igral je tako za Olimpijo kot za NK Maribor v prvi slovenski ligi. Z Mariborom se je leta 1999 uvrstil v elitno Ligo Prvakov.
Bil je član t. i. Zlate generacije, ki se je uvrstila na EP 2000 in SP 2002.
Njegov oče Vojislav Simeunović je nekdanji nogometaš in trener.